# Kunstpalast (Düsseldorf)
Dieser Artikel behandelt den ehemaligen Kunstpalast als Gebäudekomplex, auf dessen Gelände sich heute das Kunstmuseum Kunstpalast der Stadt Düsseldorf befindet.

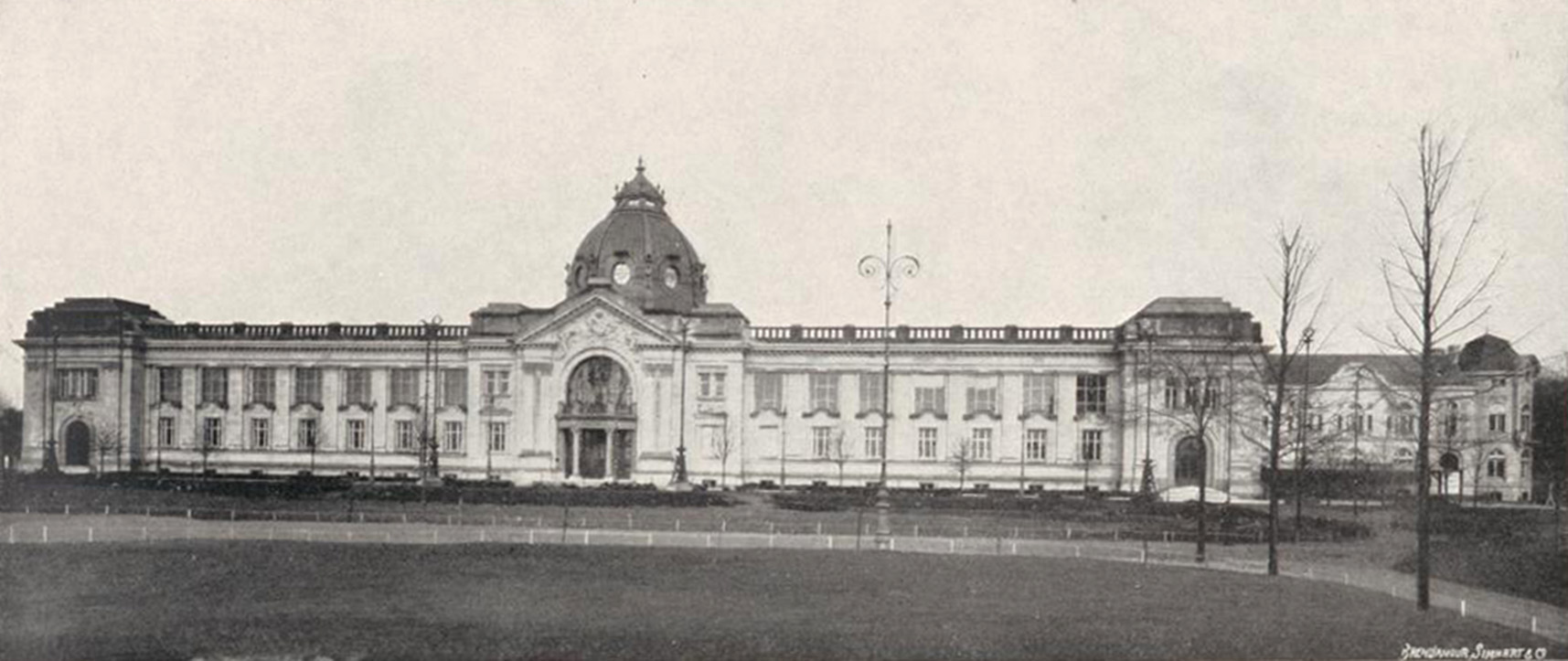
Kunstpalast und Restaurant (heute Ehrenhof Nr. 3)

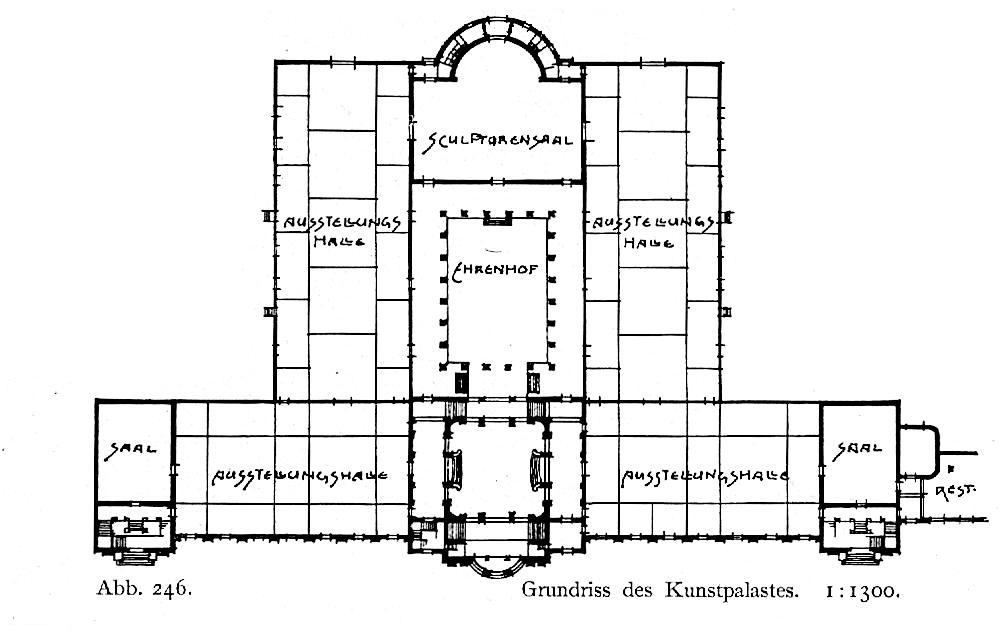
Grundriss

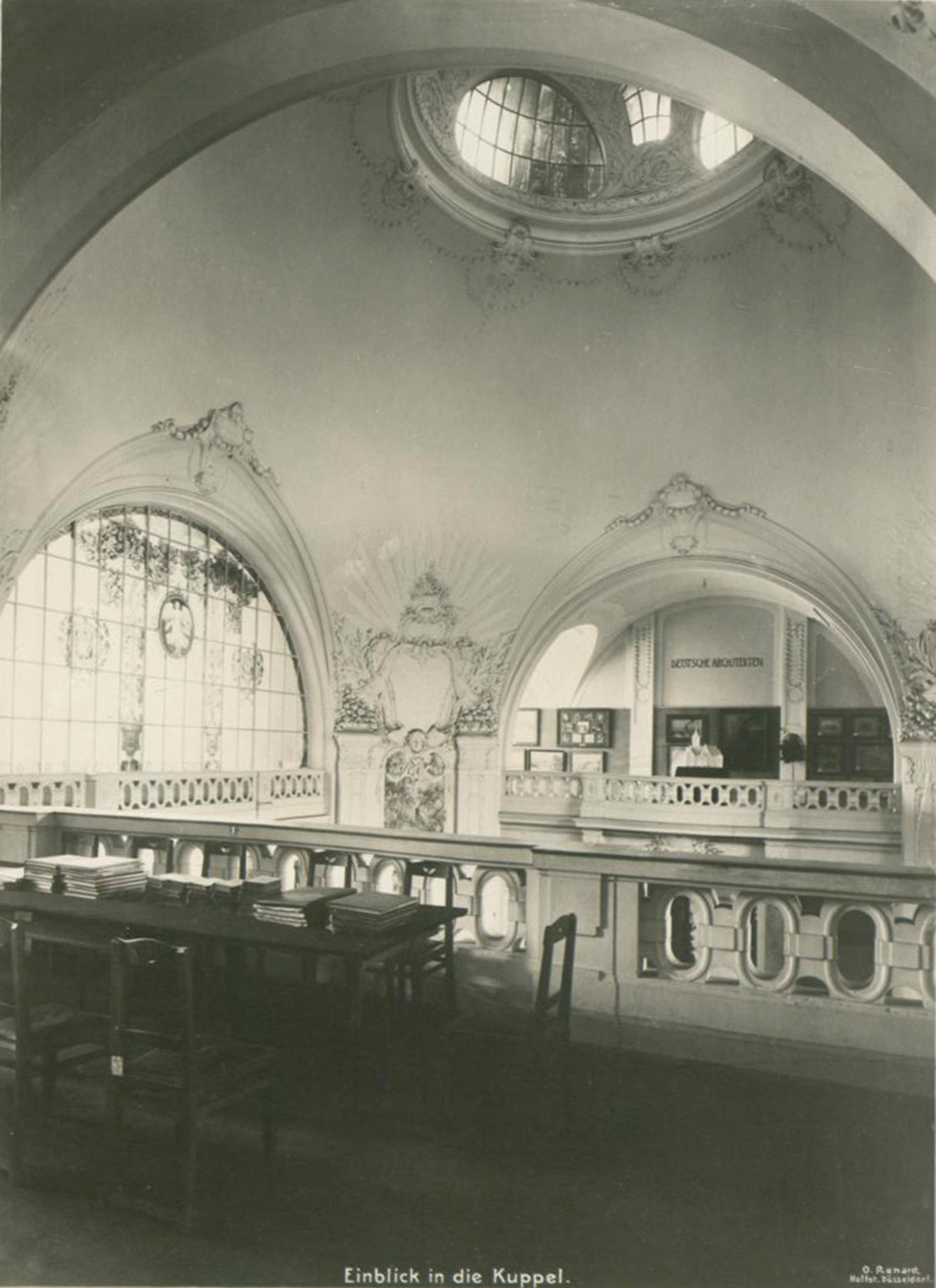
Otto Renard: Einblick in die Kuppel, 1902

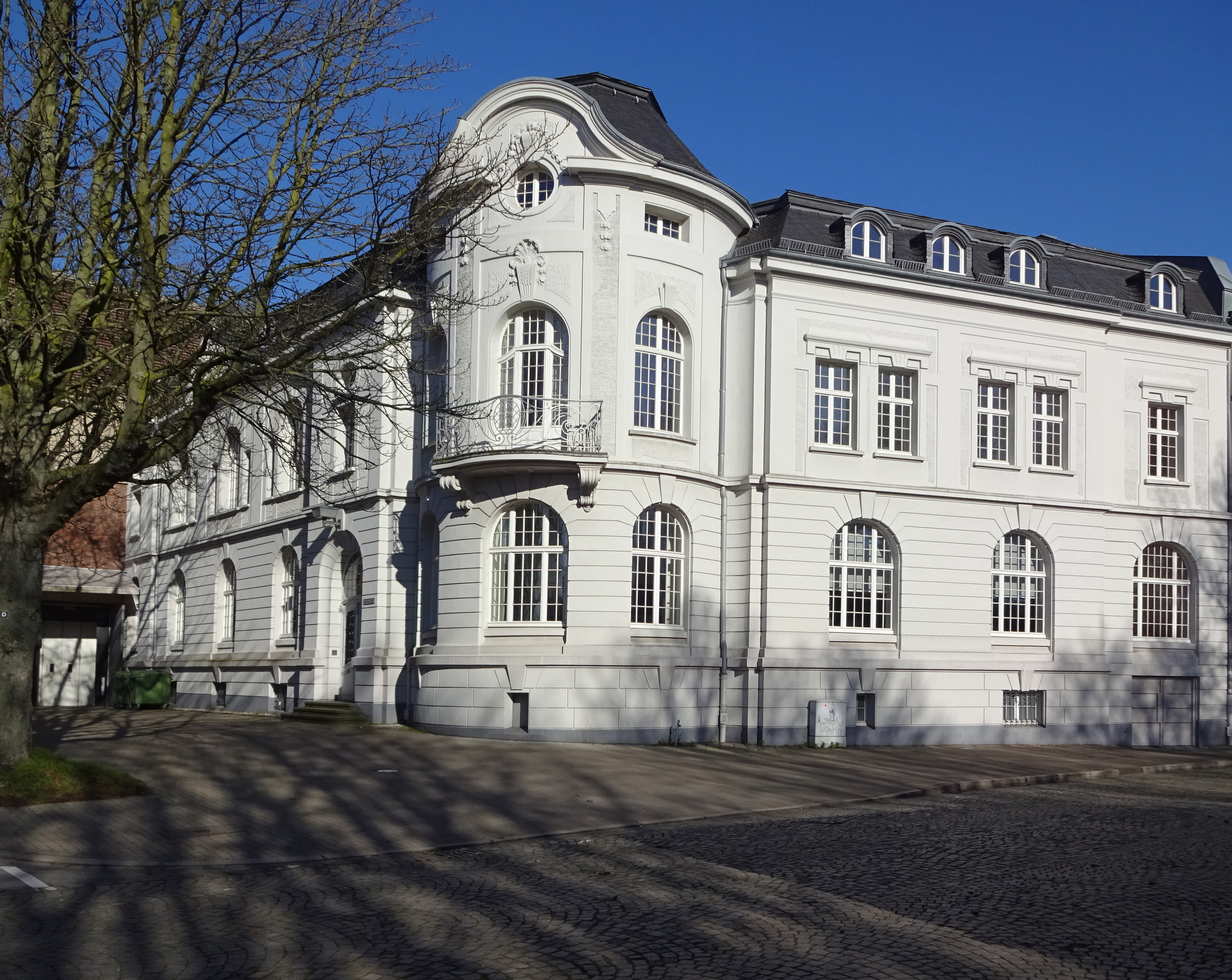
Ehemaliges Restaurationsgebäude, Ehrenhof 3 (2018)

Der Kunstpalast, auch Kunstausstellungspalast, ab 1912 offiziell Ausstellungspalast, wurde südlich des heutigen Rheinparks Golzheim und nordwestlich des Hofgartens in Düsseldorf erbaut und in den Jahren 1925/1926 unter der Bezeichnung Ehrenhof zu einem Gebäude- und Gartenensemble umgestaltet und erweitert. Seit 1998 ist er Teil der Stiftung Museum Kunstpalast.
Der Bau entstand im Zusammenhang mit der Rheinufervorschiebung (1898–1902), die auch dazu diente, das Gelände für die Industrie- und Gewerbeausstellung Düsseldorf (1902) anzuheben, zu erschließen und baureif zu machen. Außer Ausstellungsräumen enthielt er ein Restaurationsgebäude. Am 8. März 1902 erfolgte in Anwesenheit der Staatsminister Werner Freiherr von Rheinbaben und Karl von Thielen die feierliche Schlusssteinlegung der neuen Rheinuferbauten sowie die Einweihung des Kunstpalastes. Bis zum 20. Oktober 1902 fand im Rahmen der Industrie- und Gewerbeausstellung die Deutsch-Nationale Kunstausstellung statt.
Von Wilhelm Kreis wurde der Kunstpalast 1925–1926 zur Ausstellung GeSoLei als Gebäude- und Gartenensemble völlig umgestaltet. Für einen weiteren Umbau nach Plänen von Oswald Mathias Ungers in den Jahren 1999/2000 zum heutigen Museum Kunstpalast wurde – abgesehen vom ursprünglichen Restaurationsgebäude – die letzte noch erhaltene Bausubstanz aus dem Jahr 1902 zerstört. Seit 2020 waren Sieben Architekten mit einem Teilumbau des Kunstpalastes bei laufenden Ausstellungen betraut. Nach einer umfassenden Sanierung eröffnete die Neupräsentation der Sammlung im November 2023.
Seit 2001 finden in den Ausstellungssälen international beachtete Sonderausstellungen im Kunstpalast statt.

## Geschichte
Der Kunstpalast entstand in der Rivalität Düsseldorfs mit anderen deutschen Ausstellungs- und Kunstzentren, insbesondere Berlin und München, sowie unter dem Eindruck der Pariser Weltausstellung von 1900: Als „Klein-Paris am Rhein“ sollte ein Ausstellungsgebäude nach dem Vorbild des Petit Palais entstehen. Als weiteres Motiv verband man mit dem Bau eines großen Ausstellungsgebäudes die Erwartung, „die unselige Spaltung der Künstlerschaft“, deren künstlerische „Rückständigkeit“ und ihren wirtschaftlichen „Niedergang“ zu überwinden (Paul Clemen, 1902).
Der im Jahr 1900 durch die Mitglieder des Vereins der Düsseldorfer Künstler zur gegenseitigen Unterstützung und Hilfe zusätzlich gegründete Verein zur Veranstaltung von Kunstausstellungen (VzVvK), der im Malkasten-Haus residierte, finanzierte mit eigenen Mitteln und durch die Ausgabe von Anteilscheinen die Errichtung des Kunstpalastes durch die Bauunternehmung Philipp Holzmann & Cie. Am 8. März 1902 fand die Eröffnung im Rahmen der Industrie- und Gewerbeausstellung Düsseldorf statt. Dem Verein zur Veranstaltung von Kunstausstellungen wurde das Vorrecht eingeräumt, jederzeit Kunstausstellungen in diesem Gebäude zu veranstalten.

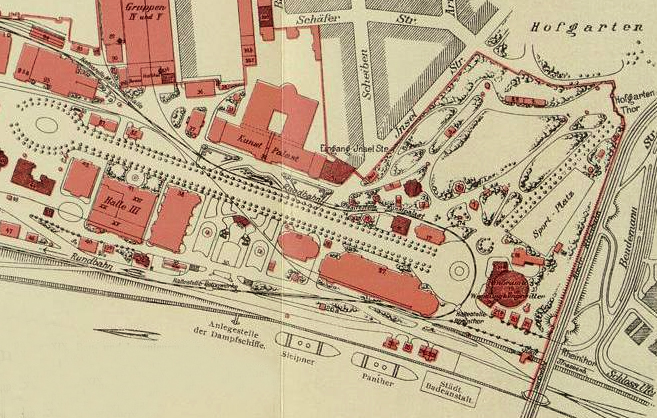
Kartenausschnitt Industrie- und Gewerbeausstellung Düsseldorf 1902

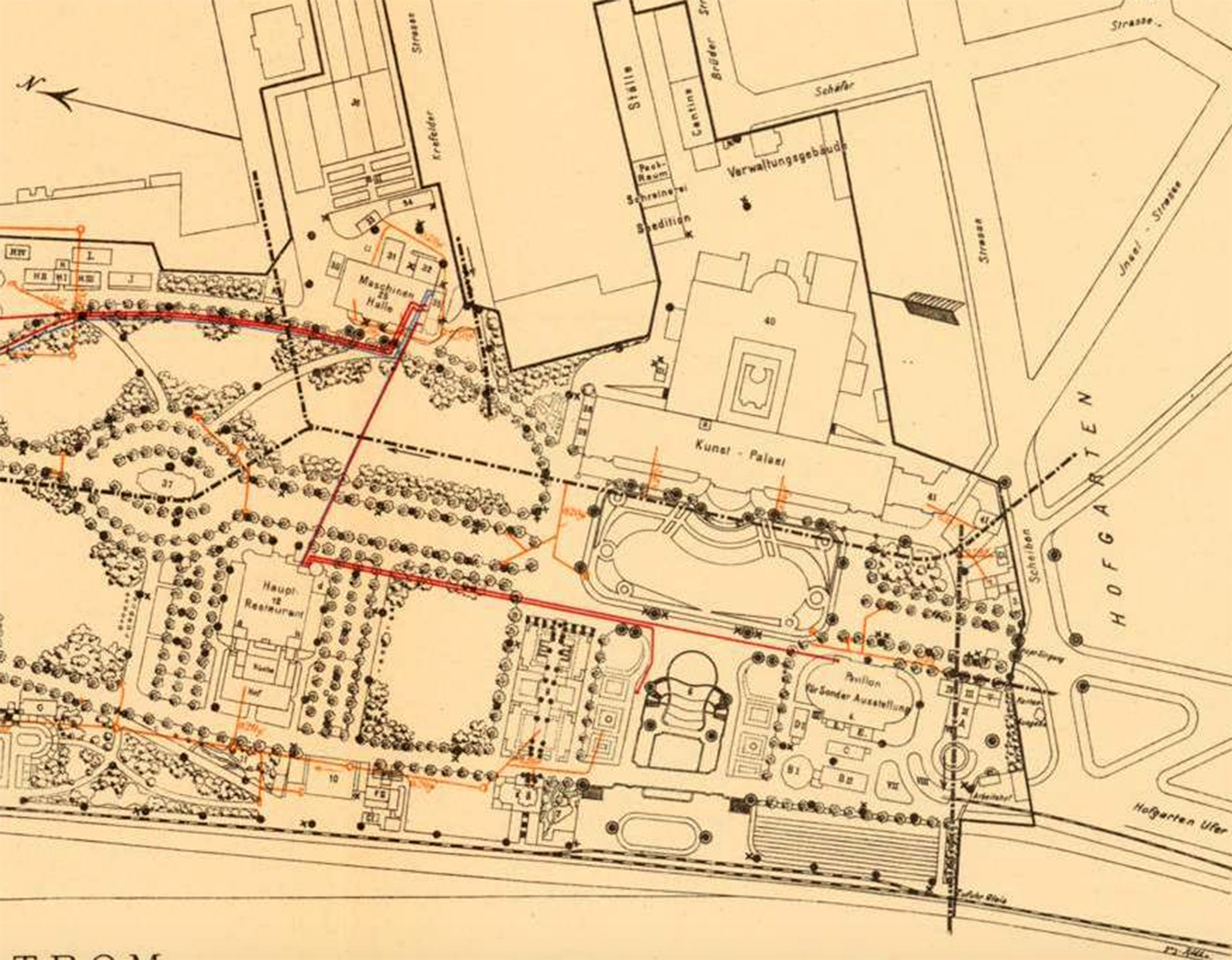
Kartenausschnitt Internationale Kunst- und große Gartenbau-Ausstellung Düsseldorf 1904; Nr. 40 Kunst-Palast, Nr. 41 Restaurant Schievelbusch „Zum Kunst-Palast“

Auch nach 1902 fanden bedeutende Ausstellungen im Kunstpalast statt, etwa 1904 die Internationale Kunst-Ausstellung und Große Gartenbau-Ausstellung, ab 1906 die Große Kunstausstellung Düsseldorf des VzVvK, später bekannt unter „Die Große“, 1907 unter dem Protektorat von Kronprinz Friedrich Wilhelm die dritte Deutsch-nationale Kunstausstellung, 1910 die Internationale Städtebau-Ausstellung Düsseldorf und eine Ausstellung des Sonderbundes, 1912 die Städte-Ausstellung Düsseldorf sowie in den Jahren 1917 und 1918 die Große Berliner Kunstausstellung. Vom 17. bis 24. August 1908 spielten Emanuel Lasker und Siegbert Tarrasch im Kunstpalast die ersten vier Spiele der Schachweltmeisterschaft, die zum ersten Mal in Deutschland ausgerichtet wurde. 1907/1908 wurde am nördlichen Flügel des Kunstpalastes (Hofgartenufer 3) der Neubau des Hetjens-Museums errichtet. Kurz vor dem Ersten Weltkrieg hatte die Stadt noch Erweiterungsbauten vor dem Ausstellungspalast anlässlich der für 1915 geplanten Jahrhundertausstellung verabschiedet. Wie die zahlreichen anderen von Wilhelm Keis entworfenen Ausstellungsbauten wurden auch diese Vorbauten nicht ausgeführt, weil die Ausstellung kurz nach Kriegsausbruch abgesagt wurde.

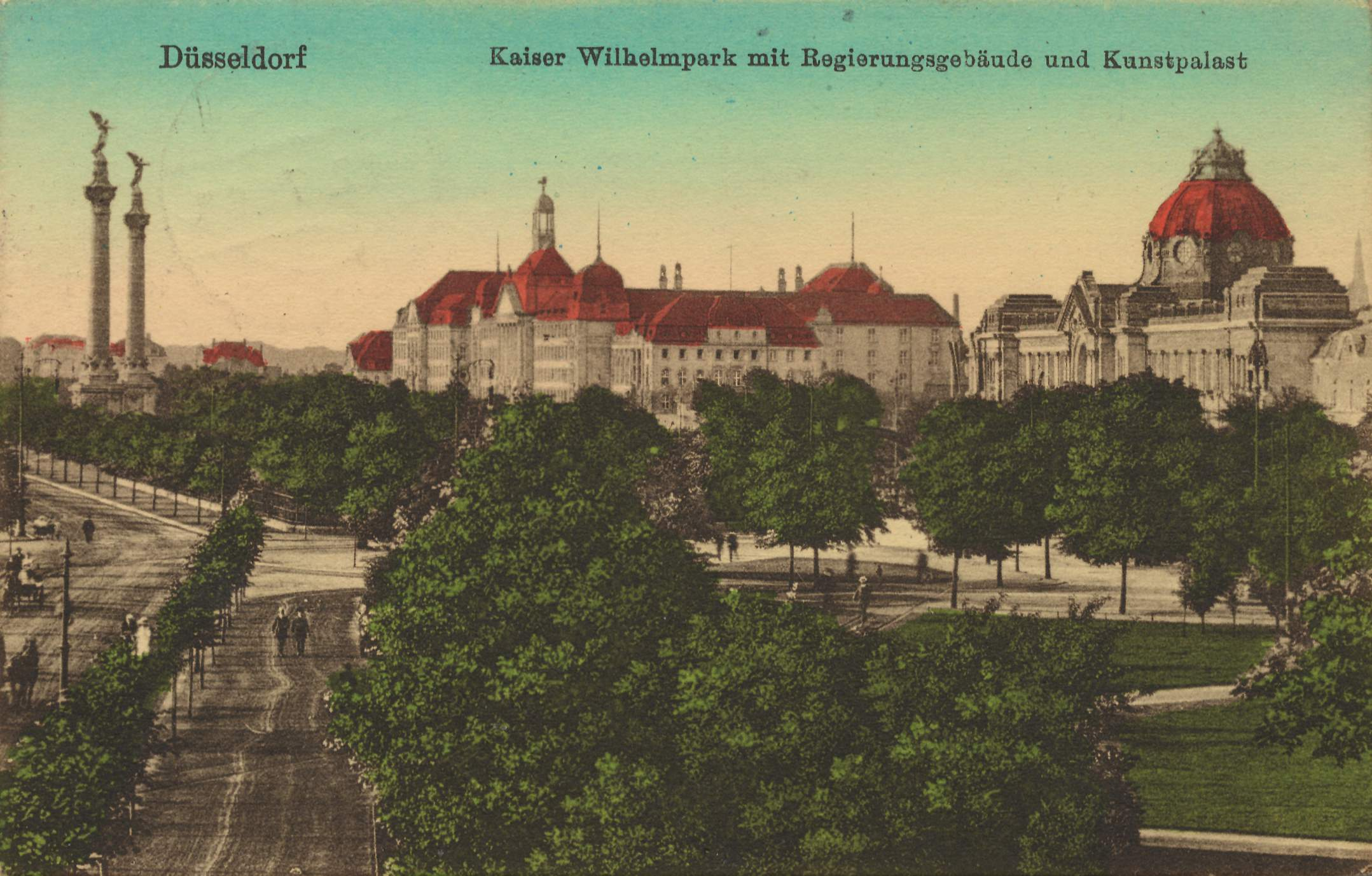
Kunstpalast (rechts) im Ensemble mit Regierungspräsidium (Mitte) und Oberlandesgericht Düsseldorf (links) am Kaiser-Wilhelm-Park auf einer kolorierten Ansichtskarte, 1917

Am 18. Juni 1918 wurde im südlichen Flügel des Kunstpalastes die „Kunsthochschule für Frauen“ eröffnet, die auf Nachkriegsinitiativen emanzipatorischer Frauenvereine zurückging. Im Jahr 1936, zum 25-jährigen Bestehen des Vereins Düsseldorfer Künstlerinnen, fand im Kunstpalast die Ausstellung „Die deutsche Malerin und Bildhauerin“ statt.

## Beschreibung

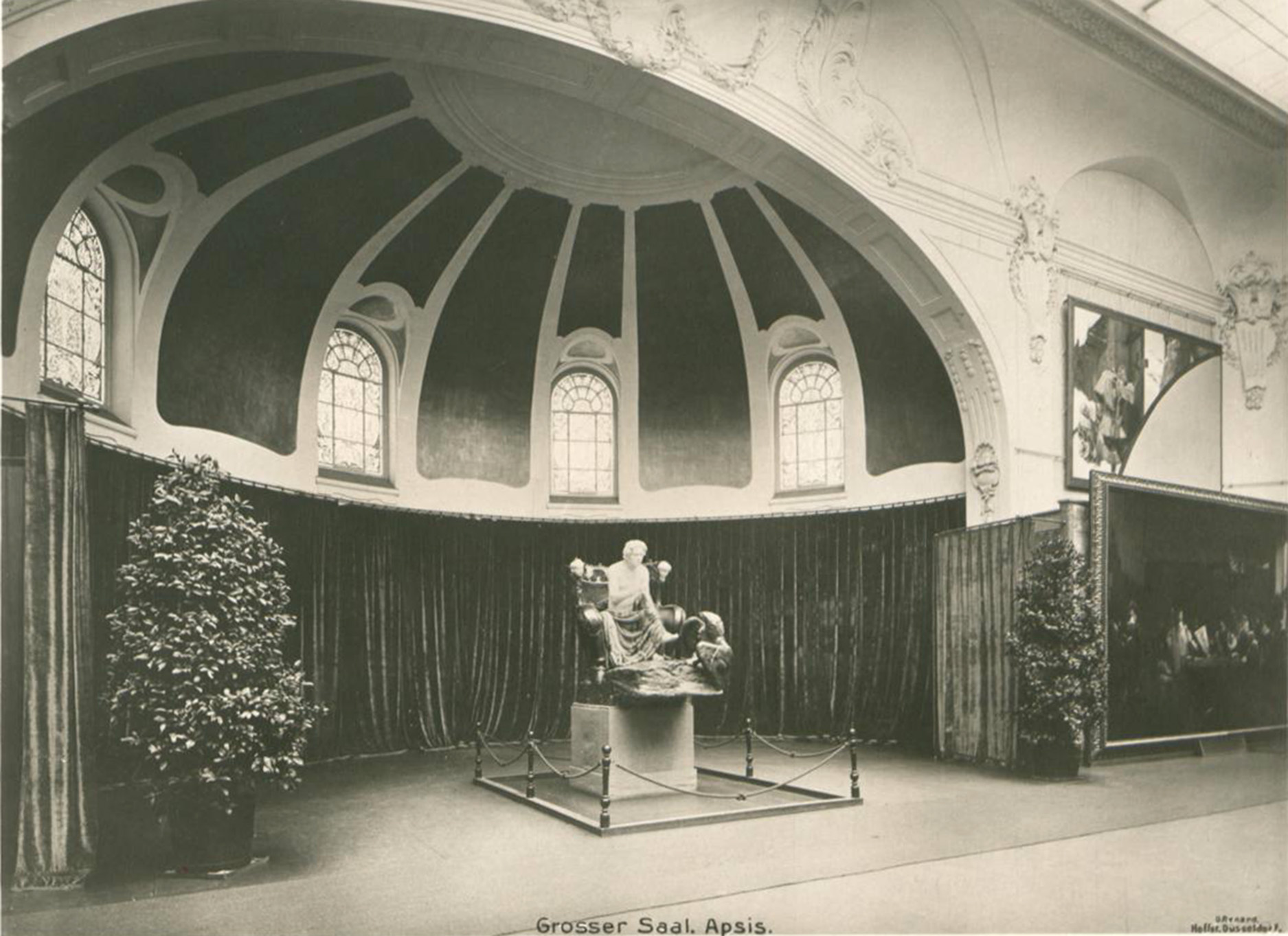
Innenansicht des großen Saals mit Apsis

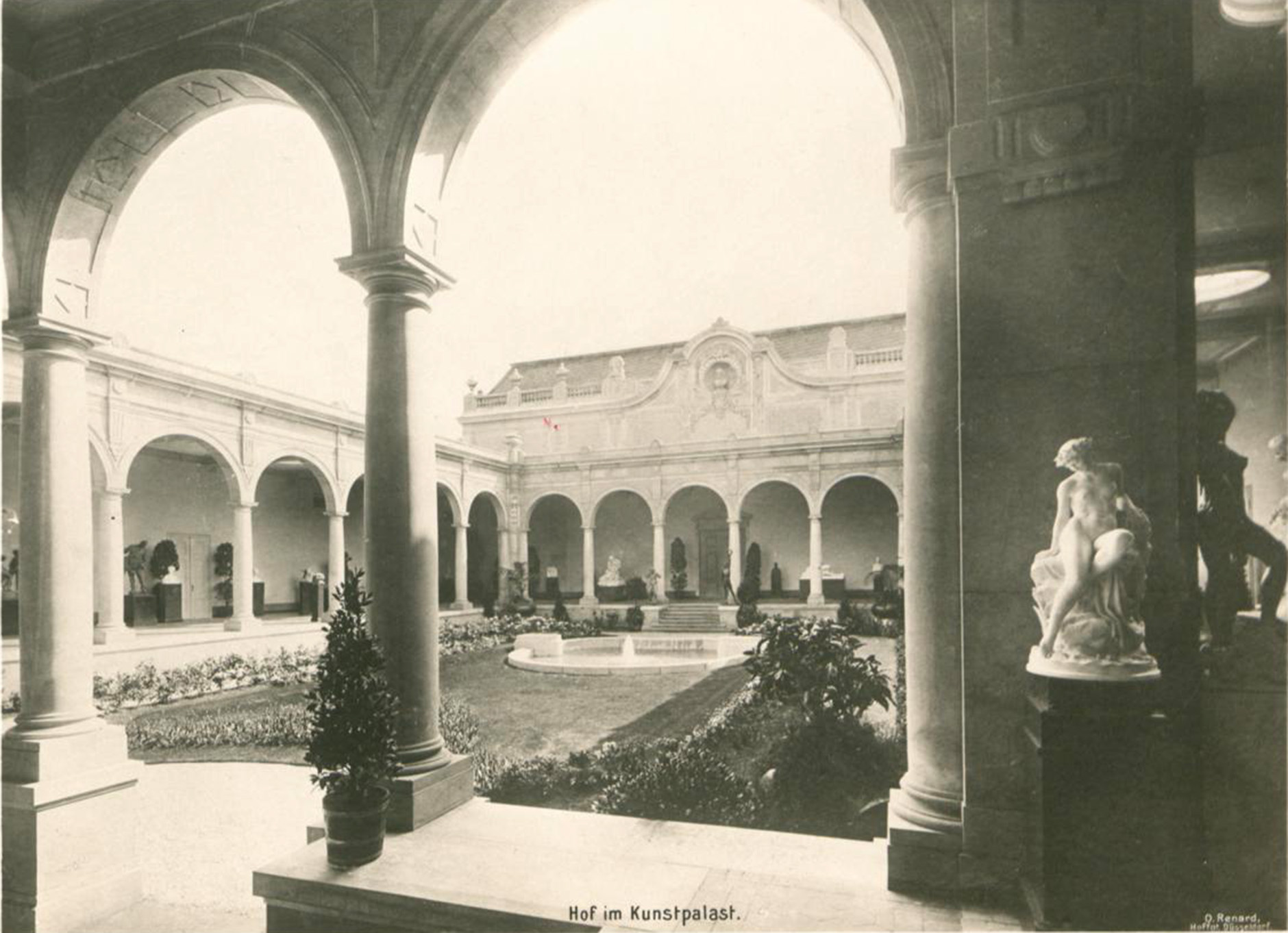
Gartenhof (Ehrenhof) mit Säulengang und Statuen, in der Mitte der Anlage ein Brunnenbecken

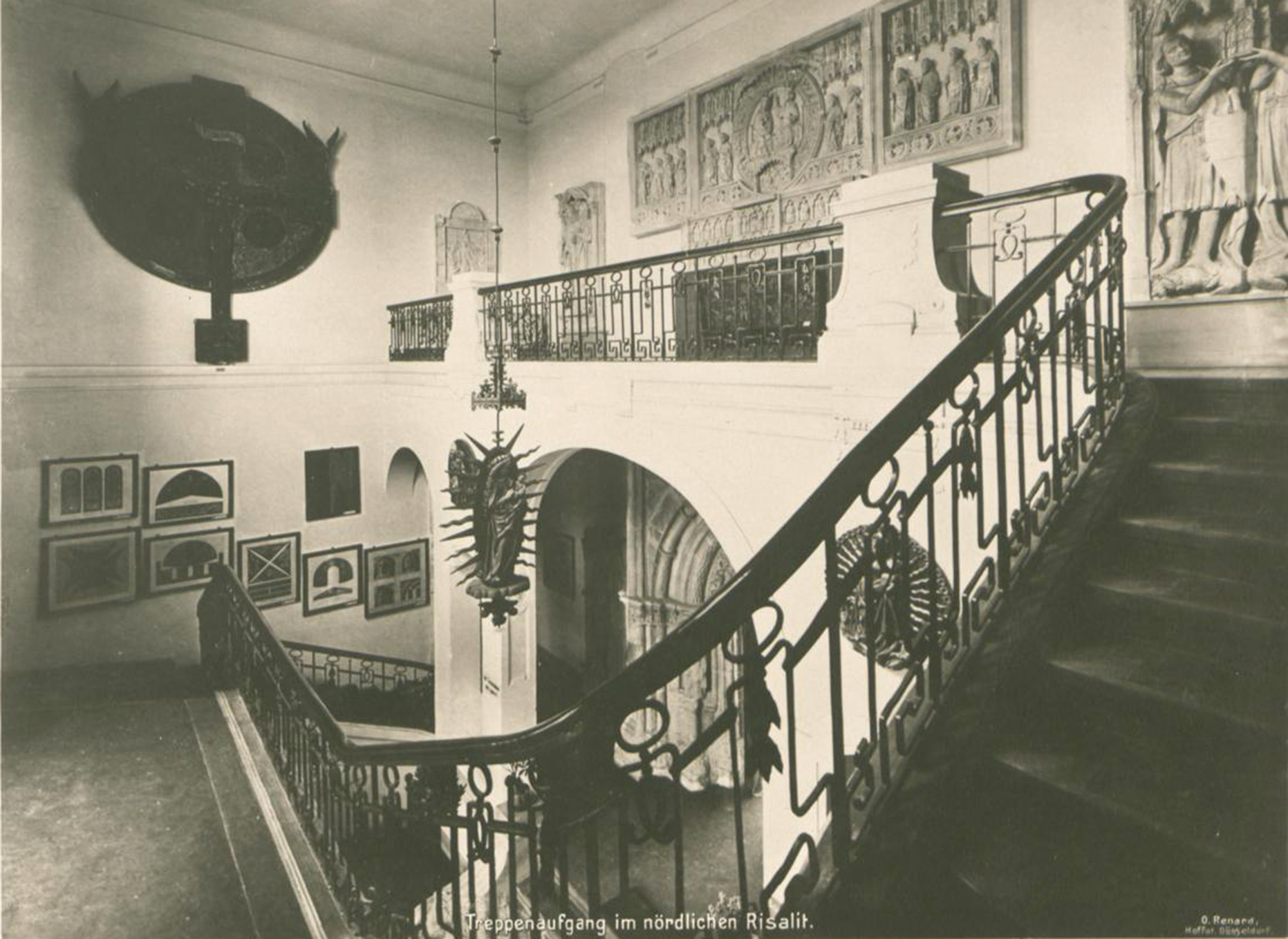
Treppenaufgang im nördlichen Risalit

Die Ausstellungshalle war eine Eisenkonstruktion mit reicher architektonischer Verkleidung. Den Grundriss entwarf der Düsseldorfer Architekt Albrecht Bender, dessen Entwurf in dem vorausgehenden Architekturwettbewerb ausgezeichnet wurde. Die Architektur entwarf der Architekt Eugen Rückgauer, der als leitender Mitarbeiter der Bauunternehmung Philipp Holzmann & Cie. auch die Bauausführung überwachte. Pilaster in Kolossalordnung gliederten den Baukörper. Diese kontrastierten zum Mittelrisalit, der einen triumphbogenartigen, monumentalen Eingang mit Dreiecksgiebel hatte.
Die Grundfläche betrug 8000 m², die Frontlänge 132 m und die Tiefe 90 m. Die Kuppel über der Eingangs- und Empfangshalle war 40 m hoch, achtseitig und geschwungen, mit eingesetzten Ovalfenstern. Der Baukörper umfasste sieben große und sieben kleinere Ausstellungssäle. Die Hauptfront war in „wuchtigen Barockformen“ (Neobarock, Eklektizismus) gestaltet worden. Das Gebäude war aus Sandstein, Granit und Basalt gebaut worden. Die Kuppel hatte eine Kupferblech-Eindeckung. Hinter dem Kuppelsaal, dessen monumentalen Fries der Historienmaler Fritz Roeber gestaltete, befand sich als „eine Hauptzierde der ganzen Bauanlage“ der in Sandstein gearbeiteter Gartenhof „in italienischer Hochrenaissance“ (Neorenaissance). Die Statuen, Skulpturen und Reliefs im Giebelfeld und über dem Hauptportal wurden von dem Düsseldorfer Bildhauer Heinz Müller ausgearbeitet, die über den Portalen der Endrisalite und in den Brüstungen über den seitlichen Erdgeschossfenstern des Mittelbaus wurden vom Bildhauer Adolf Nieder gearbeitet. Einer der Ausstellungsräume wurde von dem Berliner Maler Albert Maennchen neoklassizistisch ausgestaltet. Der „betonte Traditionalismus“ der Architektur von Bender und Rückgauer wurde von der Jury ausdrücklich für geeigneter empfunden als der Wettbewerbsentwurf des Karlsruher Architekten Hermann Billing. Dessen Entwurf vertrat die „streng stereometrische Auffassung im archaisierenden Neoklassizismus“. Dieser wurde jedoch als „schroffer Bruch mit der Überlieferung“ abgelehnt. Die Baukosten betrugen über 1.300.000 Mark.
Im ehemaligen Restaurations-Gebäude des Kunstpalastes, Ehrenhof 3, war seit ca. 1937 das Düsseldorfer Stadtarchiv untergebracht, in dem sich durch Schenkung durch Gustav Lindemann im Jahre 1947 an die Stadt Düsseldorf bis 1972 das Dumont-Lindemann-Archiv (heute im Theatermuseum Düsseldorf) befand. Das Gebäude wurde nach dem Zweiten Weltkrieg wiederaufgebaut.

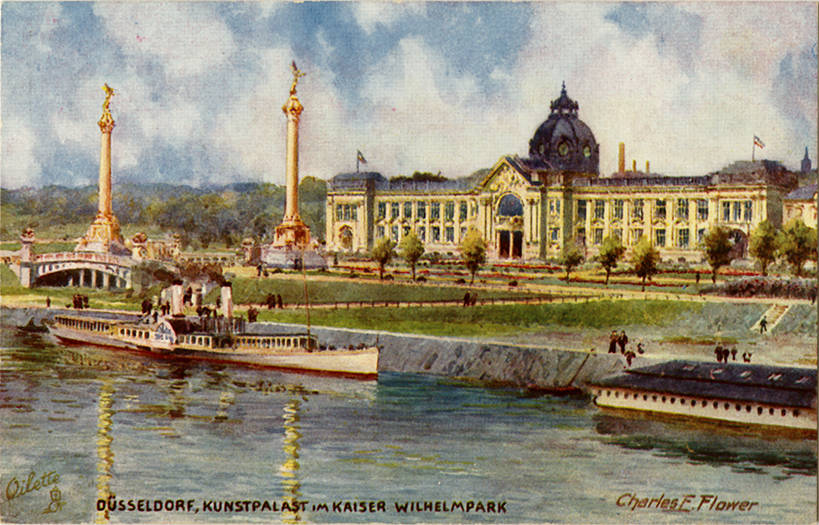
Kunstpalast (Zeichnung, 1911)
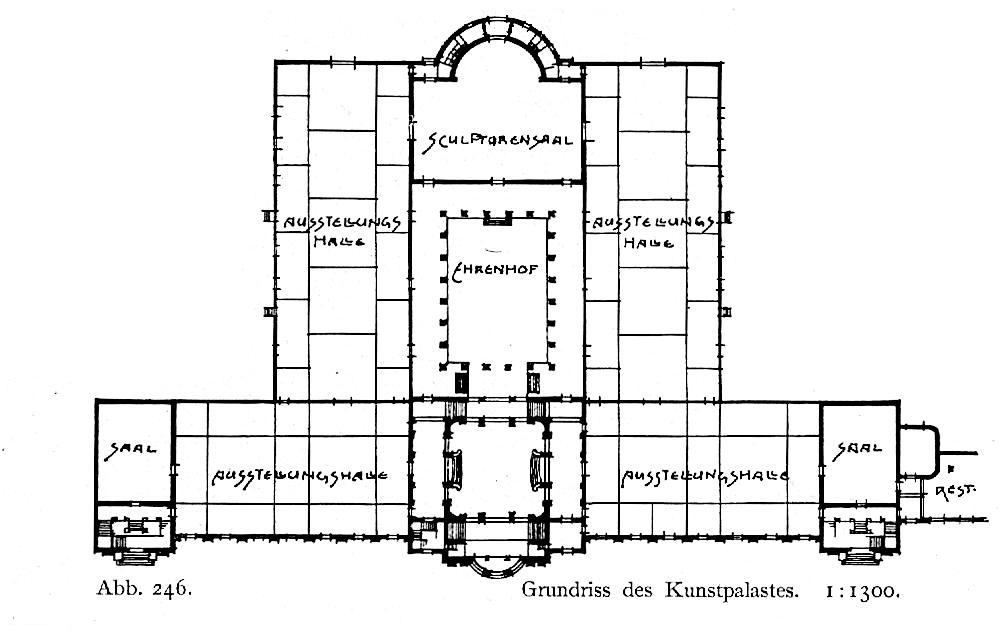
Grundriss. 1902
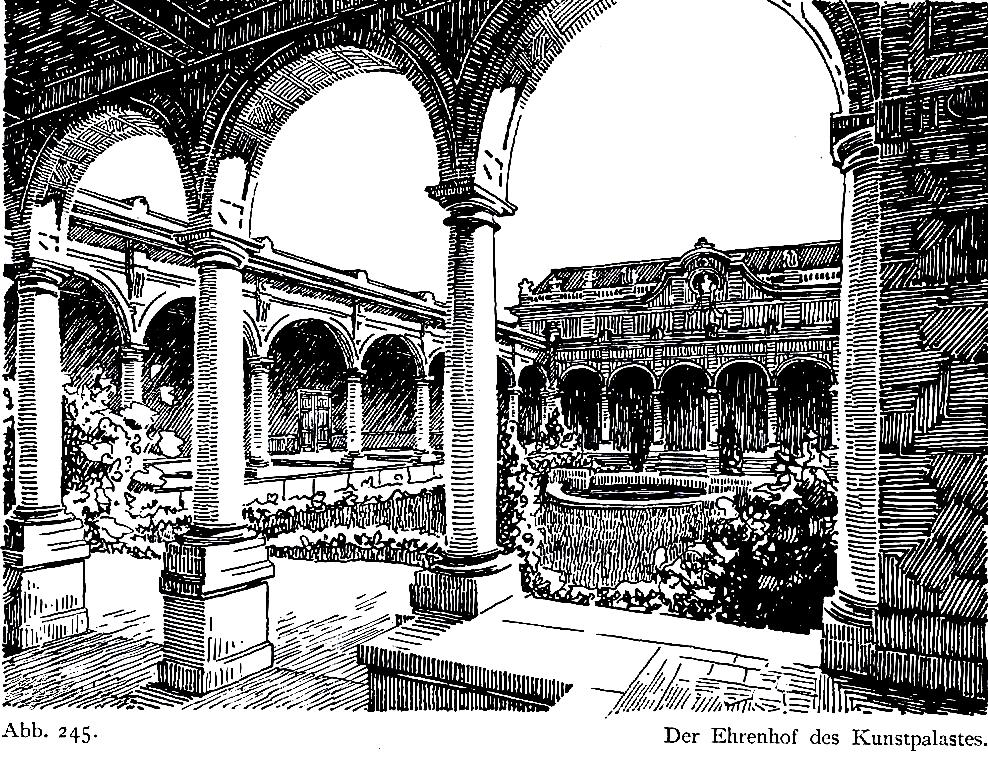
Ehrenhof (Zeichnung)
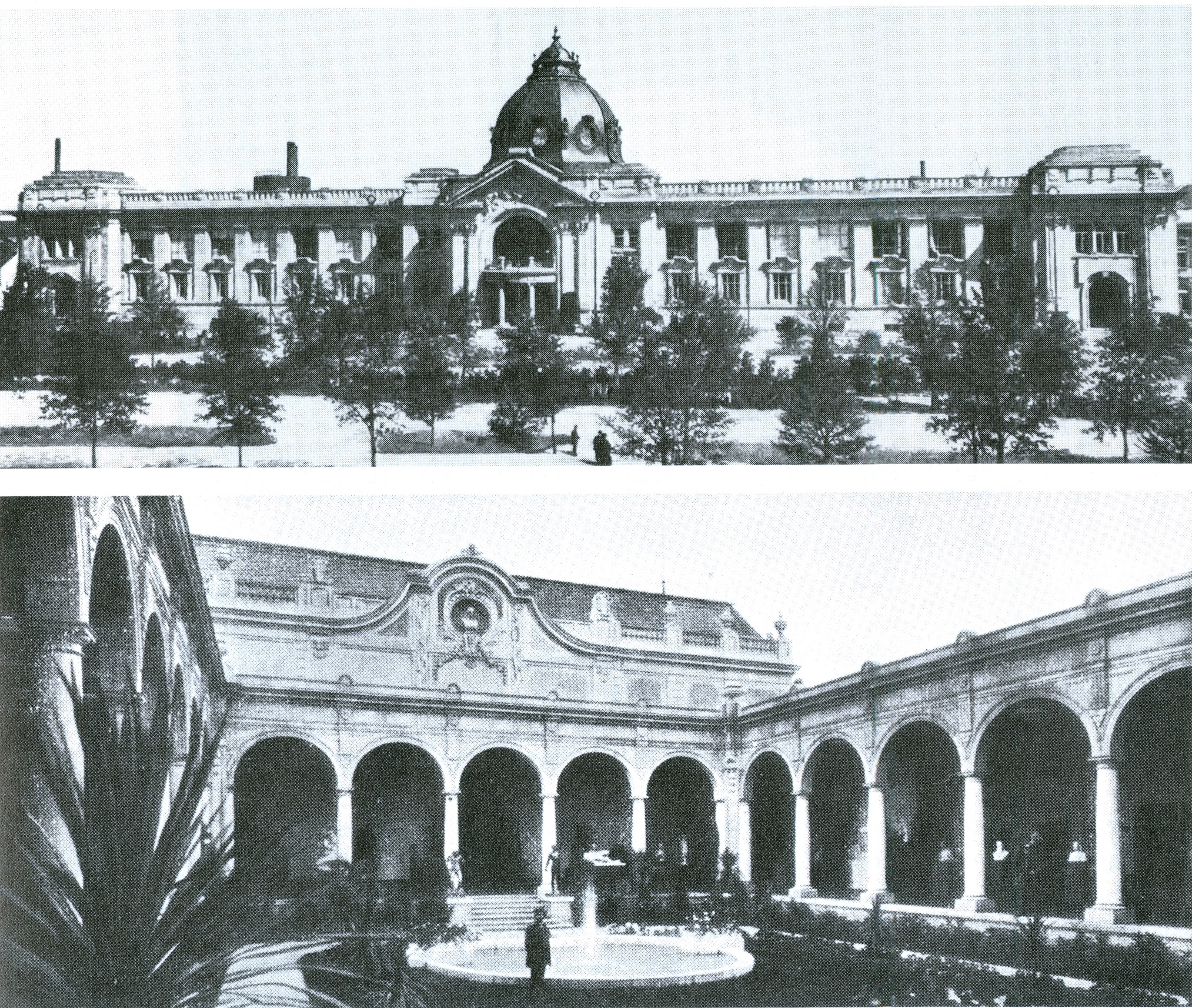
Hauptfassade (oben) und Ehrenhof (unten)
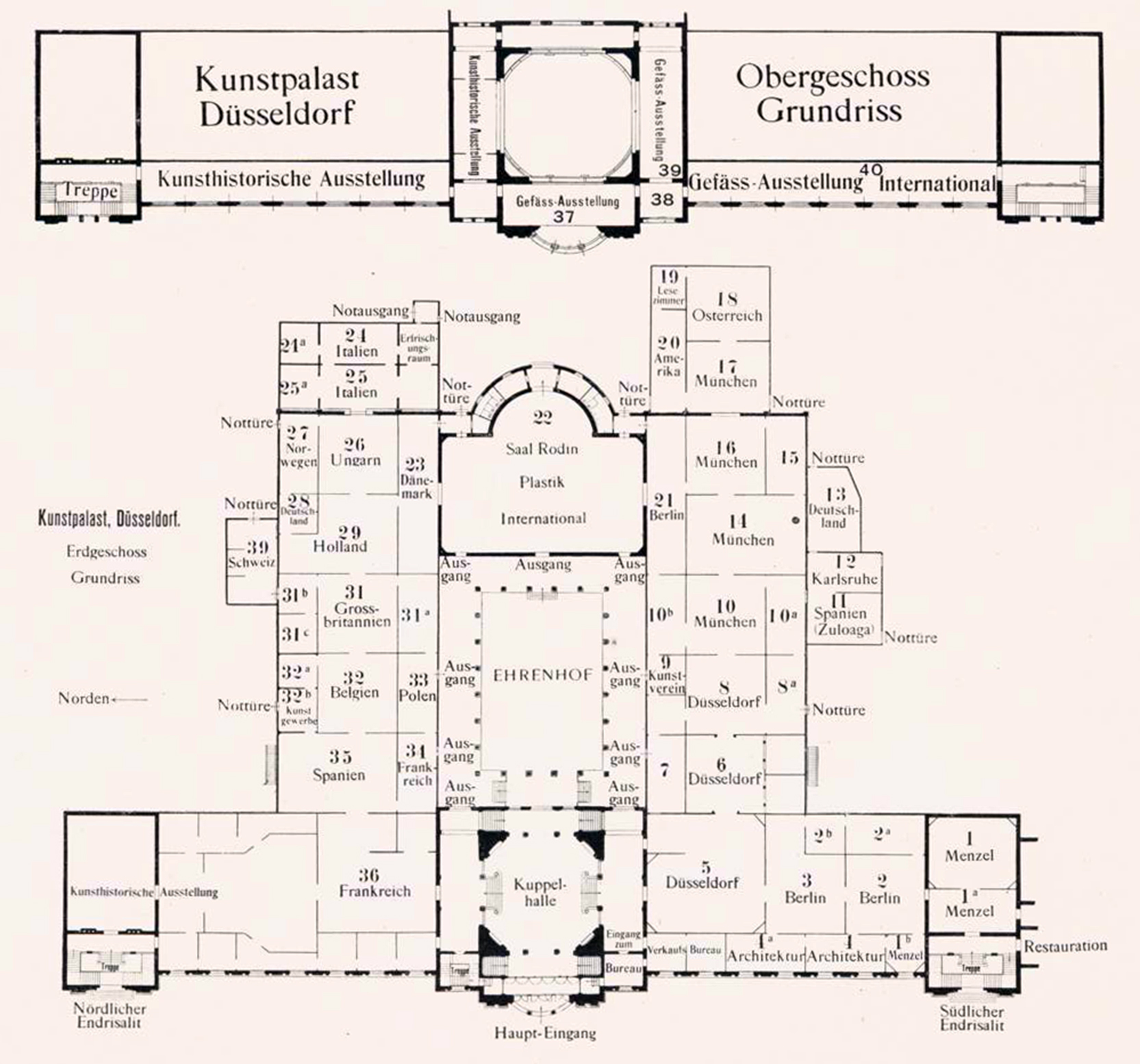
Grundriss – mit Verteilung der Arbeiten, 1904
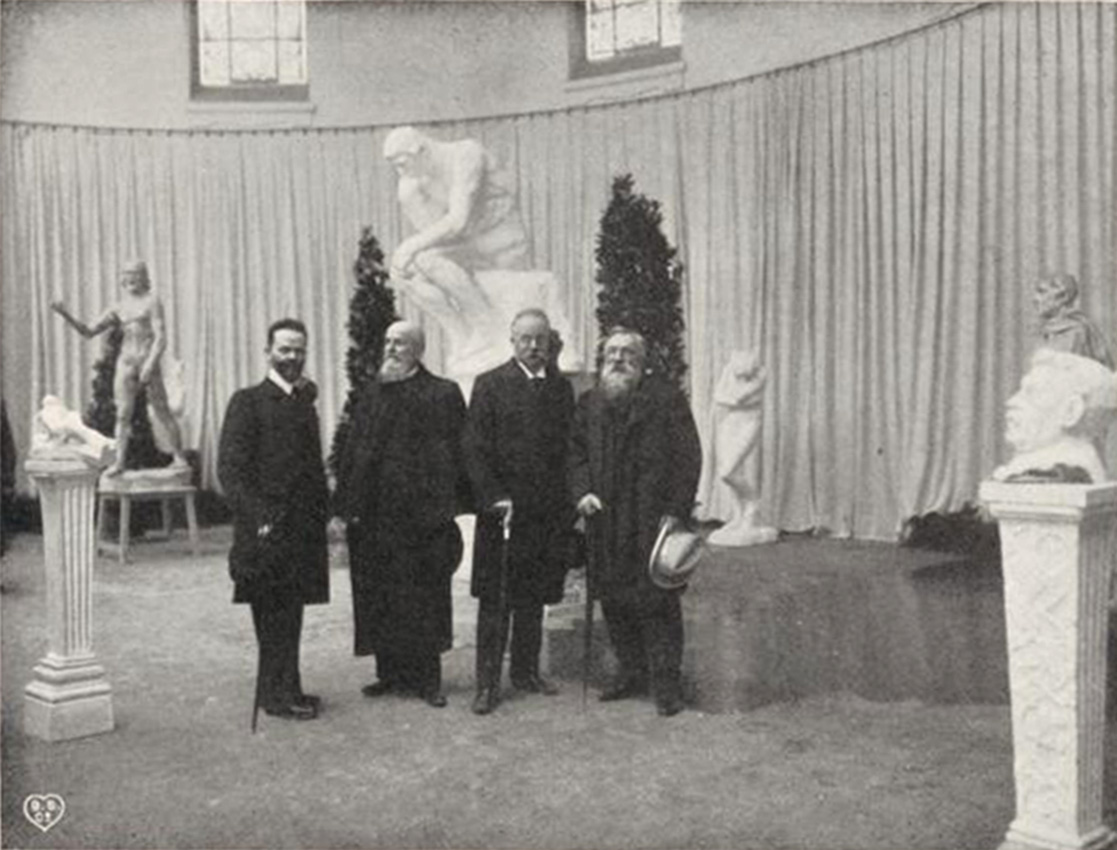
Heinrich Kautsch, Albert Bartholomé, Fritz Roeber, Auguste Rodin auf der Internationalen Kunst-Ausstellung Düsseldorf, 1904
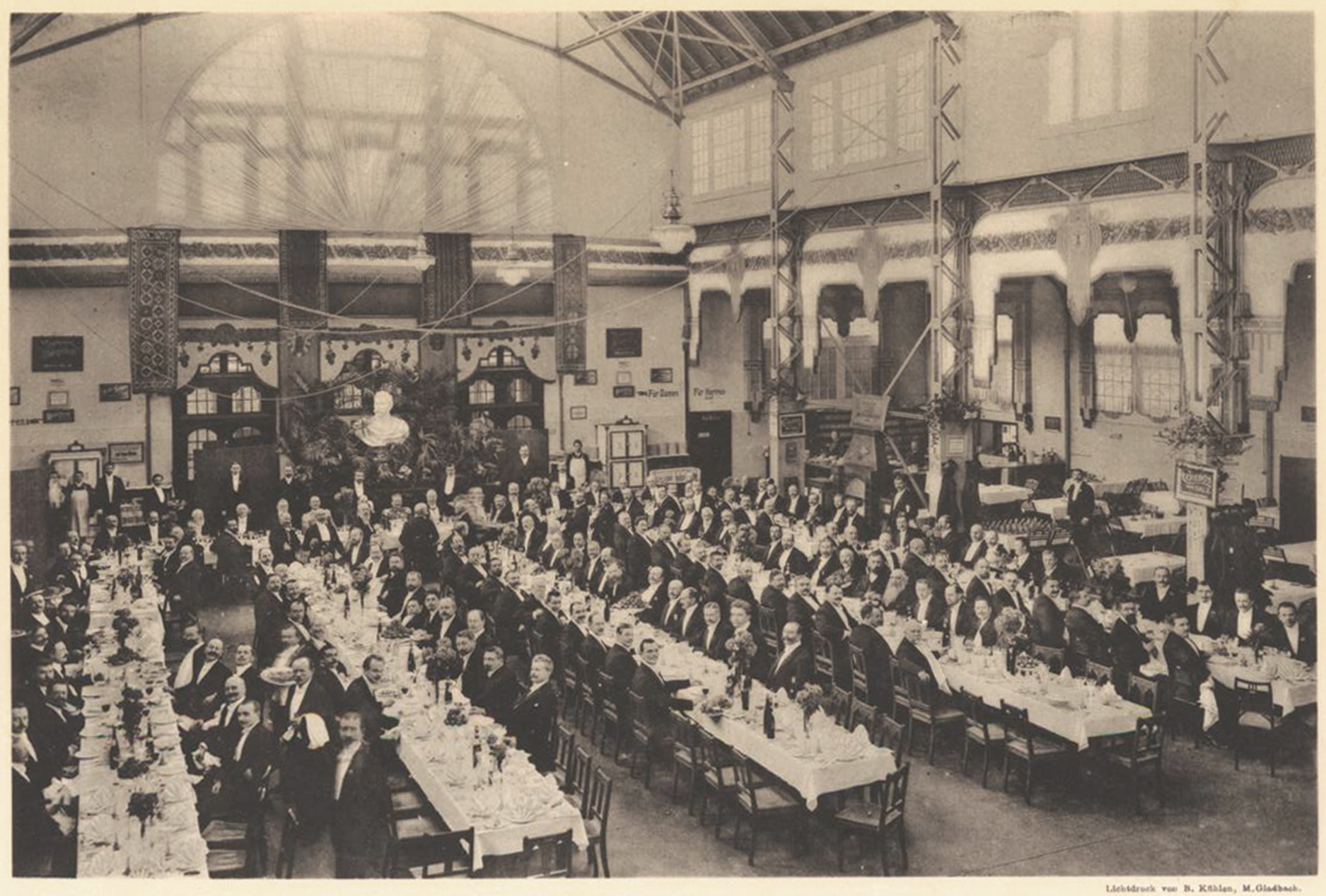
Festessen am Schlusstag der Ausstellung im Kunstpalast Düsseldorf am 23. Oktober 1904
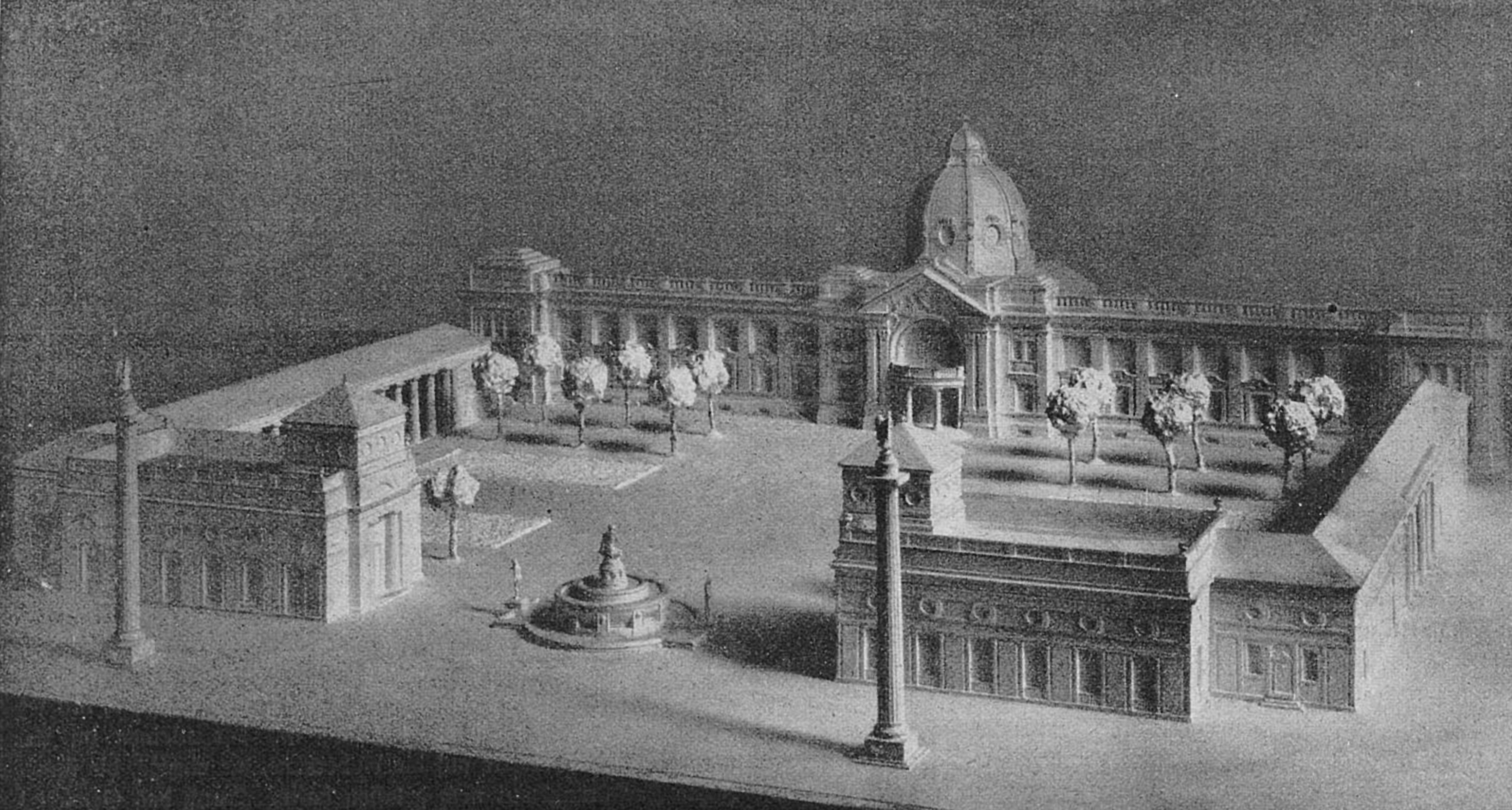
Modell des Kunstpalast und seiner Vorbauten mit Brunnen und Siegessäulen vor dem Ausstellungspalast (1914)